# Wang Huifeng
Wang Huifeng (em chinês: 王会凤; Tianjin, 24 de janeiro de 1968) é uma ex-esgrimista chinesa de florete, medalhista de prata no evento individual dos Jogos Olímpicos de 1992, em Barcelona.

## Carreira

### Jogos Olímpicos
Huifeng participou de duas olimpíadas: os Jogos de Barcelona e os Jogos de Atlanta. Em 1992, estreou no evento individual no grupo quatro, junto com a espanhola Montserrat Esquerdo, a alemã Zita Funkenhauser, a norte-americana Mary O'Neill, a britânica Linda Strachan e a russa Olga Velichko, esta última representante da Equipe Unificada. Na primeira fase, Huifeng triunfou sobre quatro das cinco adversárias, sendo derrotada apenas pela Velichko. Prosseguiu vencendo a sul-coreana I Jeong-Suk e Funkenhauser; contudo, terminou sendo derrotada pela britânica Fiona McIntosh e precisou vencer a romena Claudia Grigorescu na repescagem para continuar no evento. Nas quartas de final, ela venceu McIntosh e chegou até a decisão eliminando a francesa Laurence Modaine-Cessac. Huifeng, no entanto, foi derrotada por Giovanna Trillini e conquistou a medalha de prata. Quatro anos depois, ela não obteve o mesmo desempenho e terminou na vigésima nona posição. Huifeng estreou com vitória sobre a atleta argentina Alejandra Carbone, mas terminou sendo eliminada por Diana Bianchedi.
Já no evento por equipes de 1992, a China compôs o grupo com Estados Unidos e França, classificando-se com duas vitórias. A equipe eliminou a Hungria até ser derrotada pela Romênia nas quartas de finais. Apesar da eliminação, Huifeng venceu suas quatro partidas diante das romenas. No final do evento, as chinesas terminaram em sexto lugar após um revés para a França. Quatro anos depois, as chinesas estrearam vencendo Israel, mas foram eliminadas facilmente pela Itália nas quartas de final.

### Em outras competições
Huifeng possuí resultados significativos em outras competições, incluindo uma medalha de bronze no Campeonato Mundial de 1990, realizado em Lyon. Ela também conquistou duas medalhas de prata: uma na Universíada de Verão de 1987 e outra nos Jogos Asiáticos de 1998.